# Une affaire d'hommes

Une affaire d'hommes est un film français de Nicolas Ribowski sorti en 1981.

## Synopsis
Une histoire policière se déroulant dans un club de cyclistes qui roulent à Longchamp (ancien territoire communal s'étendant du sud au nord entre l'actuel rue des Menus à Boulogne-Billancourt et la rue de Longchamp à Neuilly sur Seine et d'est en ouest entre la lisière des bois du bois de Boulogne, actuelle route de Sèvres à Neuilly, et le bras de Seine aujourd'hui comblé qui séparait la rive de l'Isle de Mère, actuelle route des Tribunes).
Un tueur des toits sévit et a tué trois femmes dans Paris. L'épouse de Louis Faguet, riche promoteur et cycliste amateur, est la quatrième victime. 
L'enquête est confiée au divisionnaire de police Servolle, lui aussi cycliste et ami de peloton de Faguet. Mais ses liens amicaux le poussent à se faire dessaisir au profit de son adjoint Ensor.

## Fiche technique
- Titre original : Une affaire d'hommes
- Réalisation : Nicolas Ribowski
- Assistants réalisateur : Jean-Patrick Costantini, Henri Grimault
- Scénario, adaptation et dialogues : Georges Conchon
- Production : Albina du Boisrouvray
- Directeur de production : Georges Casati
- Casting : Dominique Besnehard
- Musique : Vladimir Cosma
- Photographie : Jean-Paul Schwartz - Pellicule Fujicolor
- Montage : Pierre Gillette
- Décors : Willy Holt
- Son : Bernard Bats et Jacques Maumont
- Cascades : Daniel Vérité
- Conseiller technique : Jean Couturier
- Maintenance cyclisme : Claude Escalon, Sylvain Defeux
- Sociétés de production : Albina Productions, Cinédéal et Films A2
- Pays de production :  France
- Genre : policier
- Distribution : GEF / CCFC.
- Durée : 105 minutes
- Format : Couleur
- Date de sortie : France : 10 novembre 1981

## Distribution
- Claude Brasseur : le commissaire divisionnaire Servolle
- Jean-Louis Trintignant : Louis Faguet, riche promoteur immobilier
- Jean-Paul Roussillon : le juge Dauzat
- Jean Carmet : M. Kreps
- Patrice Kerbrat : Ensor, l'adjoint de Servolle
- Éva Darlan : Solange Servolle
- Béatrice Camurat : Lalie, la maîtresse de Louis Faguet
- Jean-Pierre Bernard : Jean
- Peter Bonke : Franck, le statisticien du peloton
- Alain Claessens : Jean-Pierre, l'avocat
- Greg Germain : Dji, le peintre
- Jacques Giraud : Roland, le plombier
- Élisabeth Huppert : Sylvia Faguet, la femme de Louis, assassinée
- Serge Sauvion : Le Glohennec, inspecteur de police, ex-champion cycliste
- Roland Giraud : un inspecteur de police
- Noëlle Châtelet : la sociologue
- Jean Le Mouël : Henri, l'ébéniste
- Jean Message : Henri, le typographe
- Jean Morino-Ros : Aldo, le restaurateur
- Alain Lenglet
- Jacques Boudet
- Georges Conchon : le médecin (non crédité)

## Distinction
1982 : nommé pour le César de la Meilleure première œuvre, Nicolas Ribowski